# Pellagra
A pellagra (pelle agra = durva bőr) a niacin (B3-vitamin) hiánya okozta betegség. A tüneteket először Gaspar Casal spanyol orvos írta le 1735-ben. A betegség előfordulása a későbbiekben is gyakori volt minden olyan területen, ahol az egyik fő és szinte kizárólagos táplálékot a kukorica jelentette. A hiánybetegség manapság már leginkább csak Indiát és a dél-afrikai országokat sújtja. 
A pellagra legjellemzőbb elváltozása a bőrön a napsugárzásnak kitett helyeken megjelenő sötét foltok és a szaruréteg túlburjánzása, de ezek mellett az emésztőrendszer nyálkahártyáját és az idegrendszert érintő tünetek is jelentkezhetnek.
A betegség ma már gyógyítható, az ellene hatásos hatóanyag a niacin (B3-vitamin).

## Tünetek
A pellagra fő tünetei a következők:
- kinövések a bőrön a napnak kitett helyeken
- dermatitis – a bőr gyulladása
- hasmenés
- idegrendszeri tünetek: agresszivitás, demencia, levertség, álmatlanság